# Кабве Уорриорз
«Кабве Уорриорз» (англ. Kabwe Warriors Football Club) — замбийский футбольный клуб из Кабве. Выступает в Премьер-лиге Замбии. Домашние матчи проводит на стадионе «Рейлвей Стэйдиум», вмещающем 10 000 зрителей.

## История
В конце 1960-х — первой половине 1970-х годов «Кабве Уорриорз» являлся одним из сильнейших клубов Замбии, становясь сильнейшей командой страны четыре раза и победителем Кубка Замбии три раза. В 1980-х годах клуб из Кабве добавил в свою копилку ещё два Кубка и выиграл своё пятое, и пока последнее, первенство страны. К более «свежим» достижениям команды можно отнести «серебро» Чемпионата Замбии в 1998 году, «бронзу» в 2001 и 2003 годах, а также победы в Кубке Вызова в 2002, 2003, 2005 и 2007 годах.

## Достижения
- Победитель Премьер-лиги — 5 (1968, 1970, 1971, 1972, 1987)
- Обладатель Кубка Замбии — 5 (1967, 1969, 1972, 1984, 1987)
- Обладатель Кубка Вызова — 8 (1970, 1972, 1989, 1991, 2002, 2003, 2005, 2007)